# Gino Contilli
Gino Contilli (Roma, 19 aprile 1907 – Genova, 4 aprile 1978) è stato un compositore italiano.

## Biografia
Inizia gli studi al Conservatorio Santa Cecilia nel 1925 diplomandosi nel 1931. Compone le sue prime opere durante gli anni della formazione al corso di perfezionamento con Ottorino Respighi. Dal 1942 direttore dell'Istituto Musicale "Corelli" di Messina (poi Conservatorio, sezione staccata del Conservatorio Francesco Cilea), affianca all'attività didattica la composizione seguendo sempre più il linguaggio dodecafonico, tipicamente espresso nei quattro Cori a cappella (che vinsero nel 1947 il primo premio al concorso della Accademia Filarmonica Romana). Dal 1966 al 1977 è stato direttore del Conservatorio Niccolò Paganini. Ha pubblicato con le Universal Edition e con le Edizioni Suvini Zerboni. Buona parte del suo archivio è custodita presso L'Istituto di Studi Musicali "Goffredo Petrassi" di Latina .

## Opere principali
- Tre cori sacri per l'ufficio della Settimana santa, Wien, Universal Edition, 1953
- Suite per orchestra d'archi, pianoforte e percussione, Wien, Universal Edition, 1954
- Due canti per voce media e pianoforte: su testi del poeta negro W. Cuney, Milano, Suvini Zerboni, 1958
- In lunam: cantata per soprano, coro, due pianoforti e sei strumenti a fiato (1957), dalle Ode adespotae di Giacomo Leopardi, Milano, Suvini Zerboni, 1959
- Offerta musicale: per voce femminile, clarinetto, pianoforte, violino, viola e violoncello, su testi poetici di Michelangelo Buonarroti, Milano, Suvini Zerboni, 1959
- Immagini sonore: per soprano e 11 strumenti, su frammenti poetici di Lorenzo Calogero, Milano, Suvini Zerboni, 1964
- Preludi: per orchestra, Milano, Suvini Zerboni, 1971
- Variazioni e notturni: per voce e orchestra (1976), su poesie di Paul Verlaine, Milano, Suvini Zerboni, 1978
- Tre mottetti per coro a cappella (1963), Roma, Pro musica studium, 1982